# 森田景一
森田 景一（もりた けいいち、1928年4月28日 - 2001年1月3日）は、日本の政治家。公明党衆議院議員（3期）。

## 来歴
栃木県塩谷郡塩谷町出身。立教工業理専卒。東京油化工業に入社し、その後森田油化を設立する。習志野市議1期、千葉県議3期を経て、1976年の総選挙で旧千葉4区から公明党公認で立候補して落選する。1979年の総選挙で初当選。衆議院議員を3期務めた。1990年の総選挙で落選した。
党内では千葉県連幹事長、副本部長、本部長、書記長、中央委員、中小企業局次長、大蔵部会長を務めた。

## 栄典
- 1998年 - 勲三等旭日中綬章[1]